# دوبلال (أولاد دليم)
دوبلال هي إحدى مشيخات المملكة المغربية، تتبع جغرافيا لعمالة مراكش وإداريًا لأولاد دليم. يقدر عدد سكانها بـ 6030 نسمة حسب الإحصاء الرسمي للسكان والسكنى لسنة 2004.